# Ludas
Ludas là một thị trấn thuộc hạt Heves, Hungary. Thị trấn này có diện tích 10,79 km², dân số năm 2010 là 837 người, mật độ 78 người/km².